# Солоухин, Сергей Дмитриевич
Сергей Дмитриевич Солоухин (1905, Поти, Кавказское наместничество — 1989, Ленинград) — контр-адмирал, деятель советского Военно-морского флота, доцент, участник Советско-финляндской и Великой Отечественной войн, защитник Ленинграда.

## Биография
Солоухин Сергей Дмитриевич родился в 1905 году в городе Поти, Грузинская ССР. В 1928 году он закончил обучение в Военно-морском училище им. М. В. Фрунзе. После окончания Великой Отечественной войны дополнительно прошел обучение на академических курсах для офицерского состава на базе Военно-морской академии им. К. Е. Ворошилова, а также окончил Военную академию Генерального штаба.
После выпуска из училища в 1928 году Солоухин командовал торпедным катером, а позднее целым отрядом катеров на Балтийском флоте. Окончив специализированные курсы высшего руководящего состава по минной специализации Солоухин получил должность главного минера группы крейсеров на Черноморском флоте. С 1934 года он был военпредом на ленинградском заводе «Двигатель». А в 1935 году был командирован в Италию, Ливорно. Там он принимал строящийся в то время военный корабль «Ташкент» для сил Военно-морского флота Советского Союза. В период с 1936 по 1937 год Солоухин принимал участие в Гражданской войне в Испании. С 1937 года Сергей Дмитриевич на Балтийском флоте командовал эскадренным миноносцем  «Гневный».
В 1941 году был назначен командиром 1-го дивизиона миноносцев на Балтике. В период с 1942 по 1945 год командовал составом крейсера «Киров». А с 1945 года был назначен на должность командира на корабль «Октябрьская революция», а также командовал эскадрой Балтийского флота.
В период с 1948 по 1950 год Солоухин занимал должность руководителя Управления боевой подготовки Военно-морского флота. С 1952 по 1965 год Сергей Дмитриевич занимал должность руководителя кафедры общей тактики Военно-морской академии им. К. Е. Ворошилова. В 1965 году Солоухин был уволен в запас.
Скончался в 1989 году в Ленинграде, погребен на Серафимовском кладбище.

## Награды
- Орден Ленина (17.01.1942)
- Три ордена Красного Знамени (27.10.1937, 28.10.1937, 21.04.1940)
- Орден Отечественной войны I степени[4]
- Орден Красной Звезды (03.01.1937)
- Медаль Ушакова[5]
- Ряд других медалей СССР